# Diplolepis descolei
Diplolepis descolei là một loài thực vật có hoa trong họ La bố ma. Loài này được (T.Mey.) Liede & Rapini mô tả khoa học đầu tiên năm 2005.